# Vindstyrke
Vindstyrke er et udtryk for hvilken kraft en vind kan udøve. Vindstyrken er afhængig af vindhastigheden, som er den vandrette hastighed som de enkelte molekyler i luften bevæger sig med i forhold til omgivelserne, men også af lufttætheden.

## Vindhastighed
Vindhastighed måles normalt i enten m/s (meter per sekund) eller knob (sømil per time). Vindhastigheden kan variere meget inden for kort tid. I meteorologiske sammenhænge angives vindhastigheder oftest som middelværdien over 10 minutter.

## Vindstyrke
I modsætning til vindhastighed måles vindstyrke i Beaufort. Det er en skala som går fra 0 til 12 som blev lavet omkring år 1805 af den engelske admiral Francis Beaufort.

### Andre vindstyrkeskalaer
Andre vindstyrkeskalaer er:
- Fujita-skalaen som klassificerer tornadoer efter deres skadevirkning.
- Saffir-Simpson-skalaen som klassificerer tropiske orkaner på den vestlige halvkugle.
- TORRO-skalaen (en) som klassificerer tornadoer, er en udvidelse af Beaufort-skalaen.